# 4 Armia (II RP)
4 Armia (4 A) – związek operacyjny Wojska Polskiego, utworzony z dniem 1 kwietnia 1920, w trakcie wojny z bolszewikami na podstawie rozkazu Nr 1940/1 Wodza Naczelnego gen. Józefa Piłsudskiego z 7 marca 1920, z oddziałów Frontu Litewsko-Białoruskiego.

## Geneza i zadania
7 marca 1920 został wydany rozkaz o likwidacji dowództw frontów. Józef Piłsudski nakazał, aby z dniem 1 kwietnia 1920 wszystkie dowództwa frontu zostały skasowane, a w oparciu o ich dowództwa powstały dowództwa armii. Największy z nich, Front Litewsko-Białoruski, podzielony został na trzy armie: 1, 4 i 7. Zredukowany sztab Frontu Litewsko-Białoruskiego został przekształcone w dowództwo 4 Armii.
4 Armia składała się z dawnej grupy gen. Żeligowskiego oraz Grupy Poleskiej i kontrolowała obszar naprzeciw sowieckiej 16 Armii. Dowódcą został poprzednio dowodzący całym frontem, gen. broni Stanisław Szeptycki.
W związku z doniesieniami wywiadu o koncentracji sił radzieckich na białoruskim teatrze działań dowództwo polskie postanowiło zorganizować natarcie uprzedzające na Żłobin, które podjąć miały dywizje 4 Armii: 6, 14 i część 9 DP. Wyprzedziło je jednak uderzenie 15 Armii na północy w dniu 14 maja. Wsparła je 16 Armia, którą skutecznie powstrzymywał Szeptycki, aż do 19 maja, kiedy dwie dywizje radzieckie wbiły się klinem w 4 A, tworząc przyczółek na Berezynie. Dowództwo Frontu Szeptyckiego, utworzone na bazie sztabu 4. armii, wsparło ją 4 DP z frontu ukraińskiego i 17 DP, w celu przeprowadzenia ofensywy, polegającej na okrążeniu wojsk przeciwnika. Rozpoczęła się 22 maja i trwała do 26 maja. W tym czasie trwały ciężkie walki, zakończone wyparciem przeciwnika z zasadzki za Berezynę. Ponadto dzień wcześniej utracono przedmoście borysowskie. Dla 4 Armii rozpoczął się miesiąc względnego spokoju.
Kolejna ofensywa bolszewicka ruszyła 4 lipca. Początkowo była skutecznie powstrzymywana, do momentu przejścia Berezyny 7 lipca. Zmusiło to 4 Armię do odwrotu na drugą linię obrony - poniemieckie okopy z 1916. W tym czasie, 11 lipca utracono Mińsk. Toczyły się tam ciężkie walki, lecz z powodu utraty 14 lipca Wilna przez 1 A, wojska polskie wycofały się nad Szczarę i Kanał Ogińskiego. Obrona kolejnej linii przestała mieć sens po upadku Grodna 20 lipca. 24 lipca padł rozkaz o wycofaniu na rdzenne byłej Kongresówki.
Bug, za którym miały koncentrować się siły do kontrataku, miała osłaniać 4 Armia gen. Skierskiego (Brześcia broniła Grupa Poleska), której część oddziałów pod dowództwem gen. Junga wycofywała się jeszcze na Kobryń, przez co powstała luka, przez którą mogła przedostać się przez Bug radziecka 16 Armia, która mimo obrony lewego brzegu Bugu przez Polaków, 1 sierpnia zdobyła przyczółki na rzece, przez co obrona twierdzy brzeskiej zagroziła odcięciem stacjonującej tam 9 DP. W tym czasie reszta formacji Skierskiego została zepchnięta za pozycji nad górną Narwią do rejonu Czeremchy. Lokalne kontrataki poprawiły sytuację, jednak wobec rosnącego naporu wojsk wroga zdecydowano na generalny odwrót 4 Armii.
W związku z przygotowaniami do rozstrzygającej bitwy na przedpolach Warszawy, zreorganizowano wojska polskie. Część dywizji oddano do dyspozycji Frontu Północnego, a sama 4 Armia przeszła do Frontu Środkowego. Jego zadaniem było uderzenie na flankę wojsk nieprzyjaciela, rozbicie go i uniemożliwienie odwrotu. Natarcie rozpoczęło się 16 sierpnia i już tego dnia 4 Armia przesunęła się o 45 km (znad Wieprza na linię Bystrzyca-Wilga), uzyskując znaczną zdobycz wojenną. Następnego dnia wyszła na linię Mińsk Mazowiecki-Siedlce i rozpoczęła działania pościgowe. Wiązały się one ze sformowaniem na wschód 2 Armii, w skład której weszła 21 DPG z formacji Skierskiego, w zamian otrzymując 15 DP i kilka pomniejszych jednostek.
W trakcie pościgu 19 sierpnia zdobyła linię Kosów Lacki-Brok, 20 sierpnia Andrzejewo-Ostrów Mazowiecka i ruszyły dalej na Ostrołękę oraz ku granicy z Prusami Wschodnimi, gdzie 24 sierpnia napotkała Kawkor, który tego dnia wycofał się za granicę. Był to koniec walk 4 Armii w bitwie warszawskiej i została przetransportowana w rejon Brześcia w celu przegrupowania się i kontynuacji walk.
20 września ruszyło natarcie 2 A na Grodno, rozpoczynające bitwę nad Niemnem. Zadanie 4 Armii, biorącej w niej udział polegało na oskrzydleniu od południa Frontu Zachodniego. 23 września ruszyła na Wołkowysk, zdobywając go wieczorem, lecz grupa gen. Junga była zbyt zmęczona walkami, że nie zdołała utrzymać miasta atakowanego przez formacje 15 Armii, z którego wycofała się 24 września po krwawych bojach ulicznych. Odbiła je 25 września, współdziałając z 3 DPLeg.
30 września 4 A zdobyła Baranowicze i spychała przeciwnika na Słuck i Mińsk, wychodząc na linię Kleck-Nieśwież-Stołpce. 10 października ruszyła ponownie, nacierając wzdłuż linii kolejowej Baranowicze-Mińsk i szosy na Słuck, a po ciężkich walkach pod Kojdanowem wyszła na linię Słuck-Uzda-Kojdanów, a następnie na Ptycz-Zasław. Walki zakończyły się 18 października, gdy wszedł w życie rozejm, ale 4 Armię rozwiązano dopiero 19 kwietnia 1921, miesiąc po podpisaniu traktatu pokojowego.

### Mapy walk armii

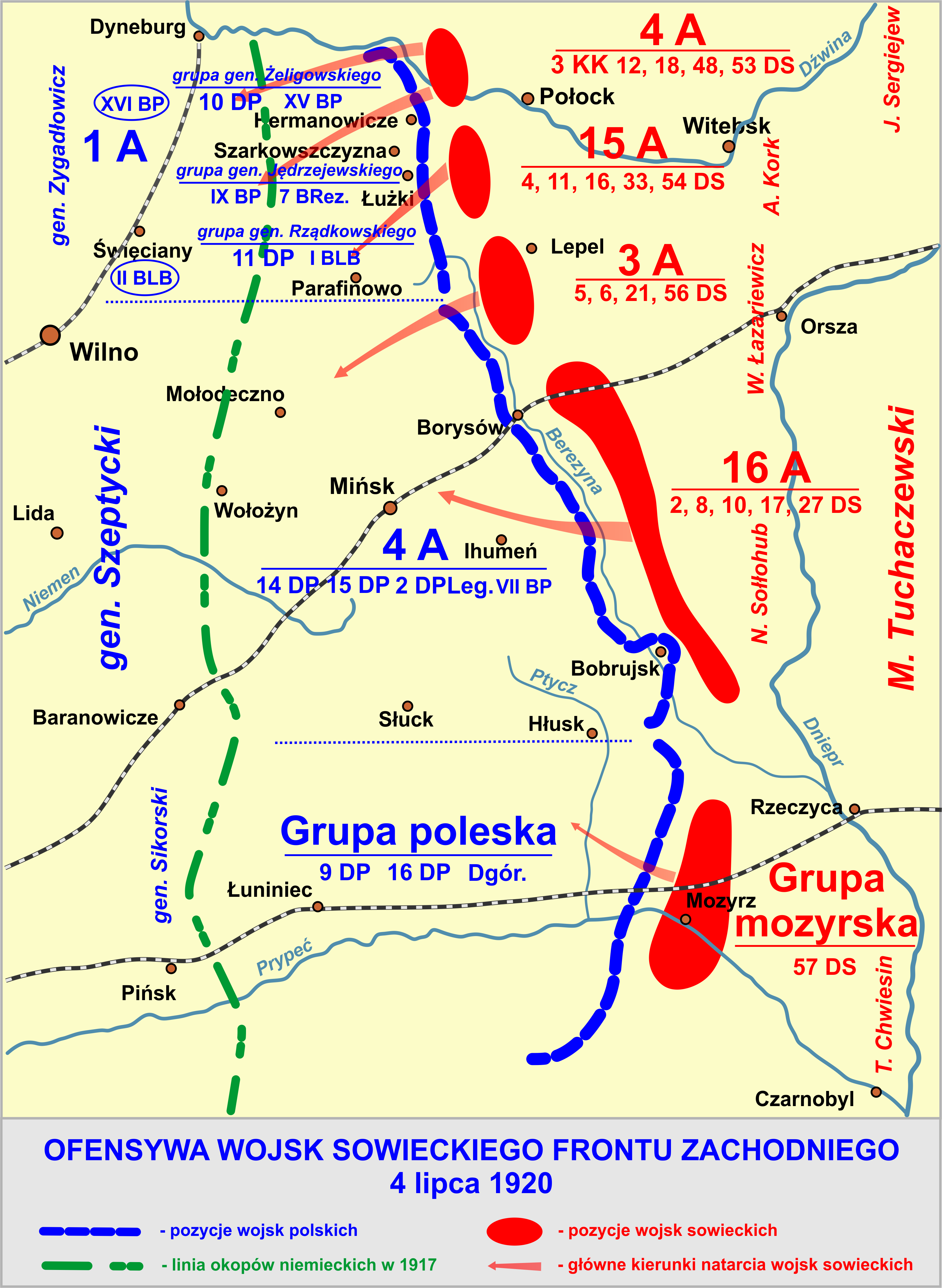
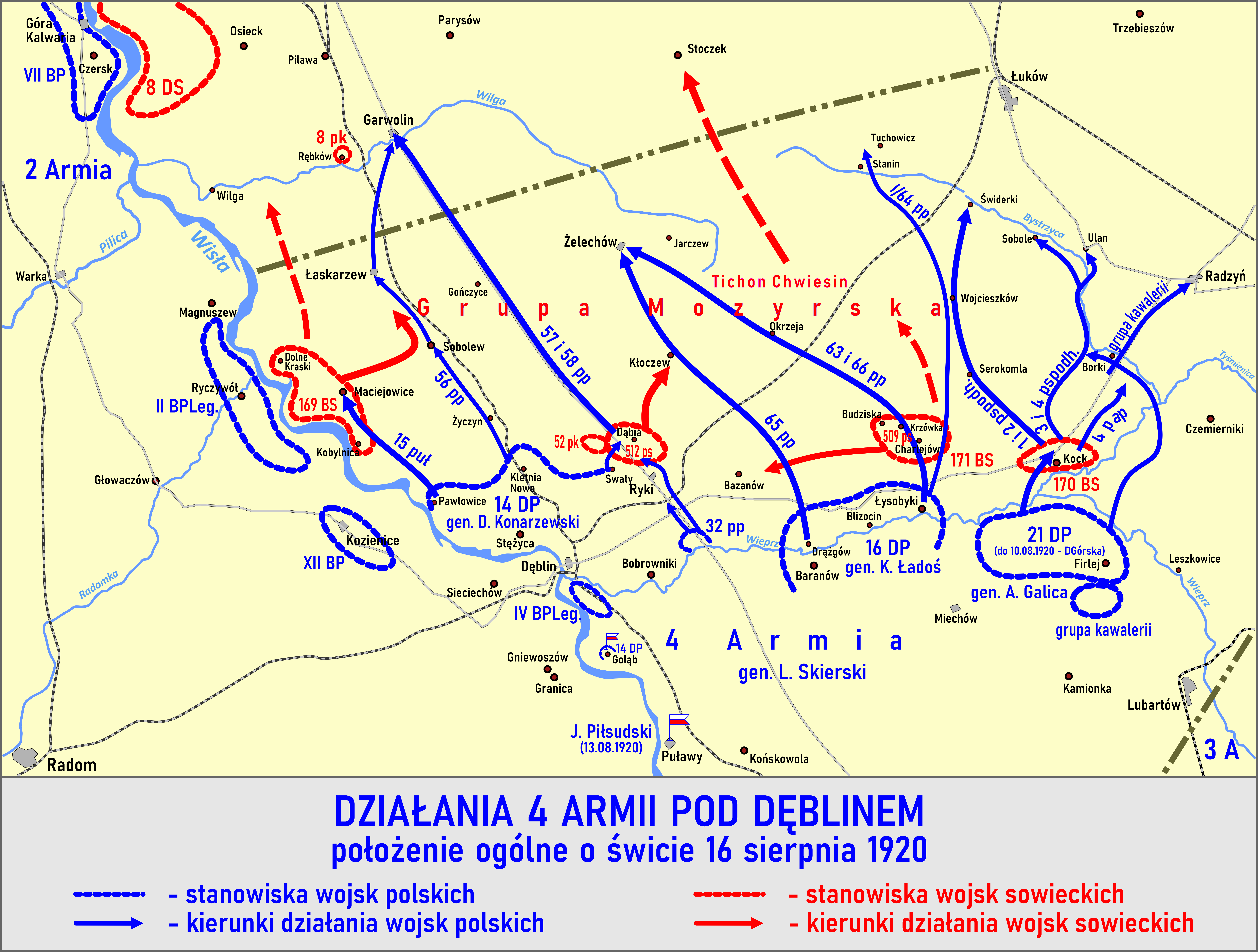
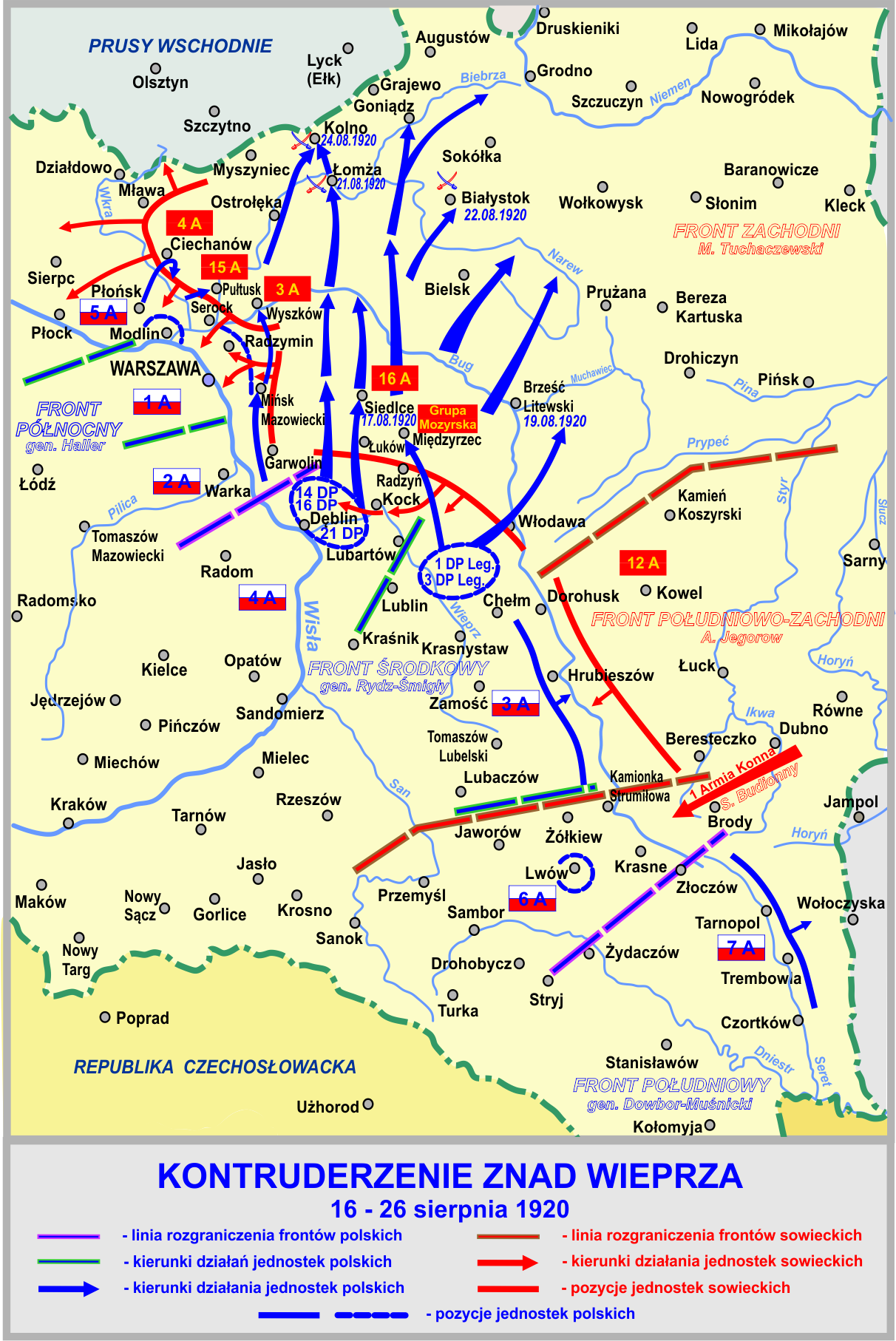
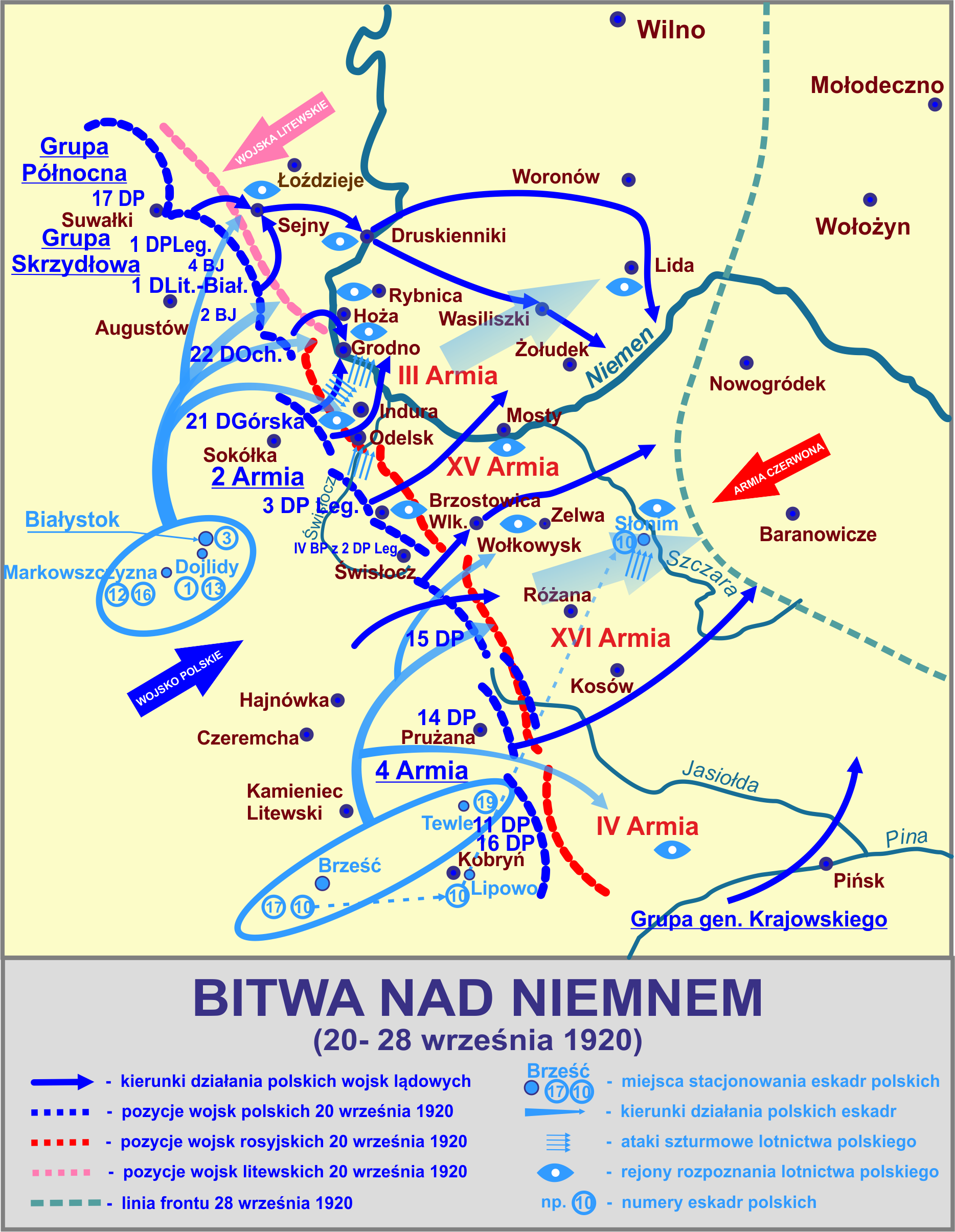
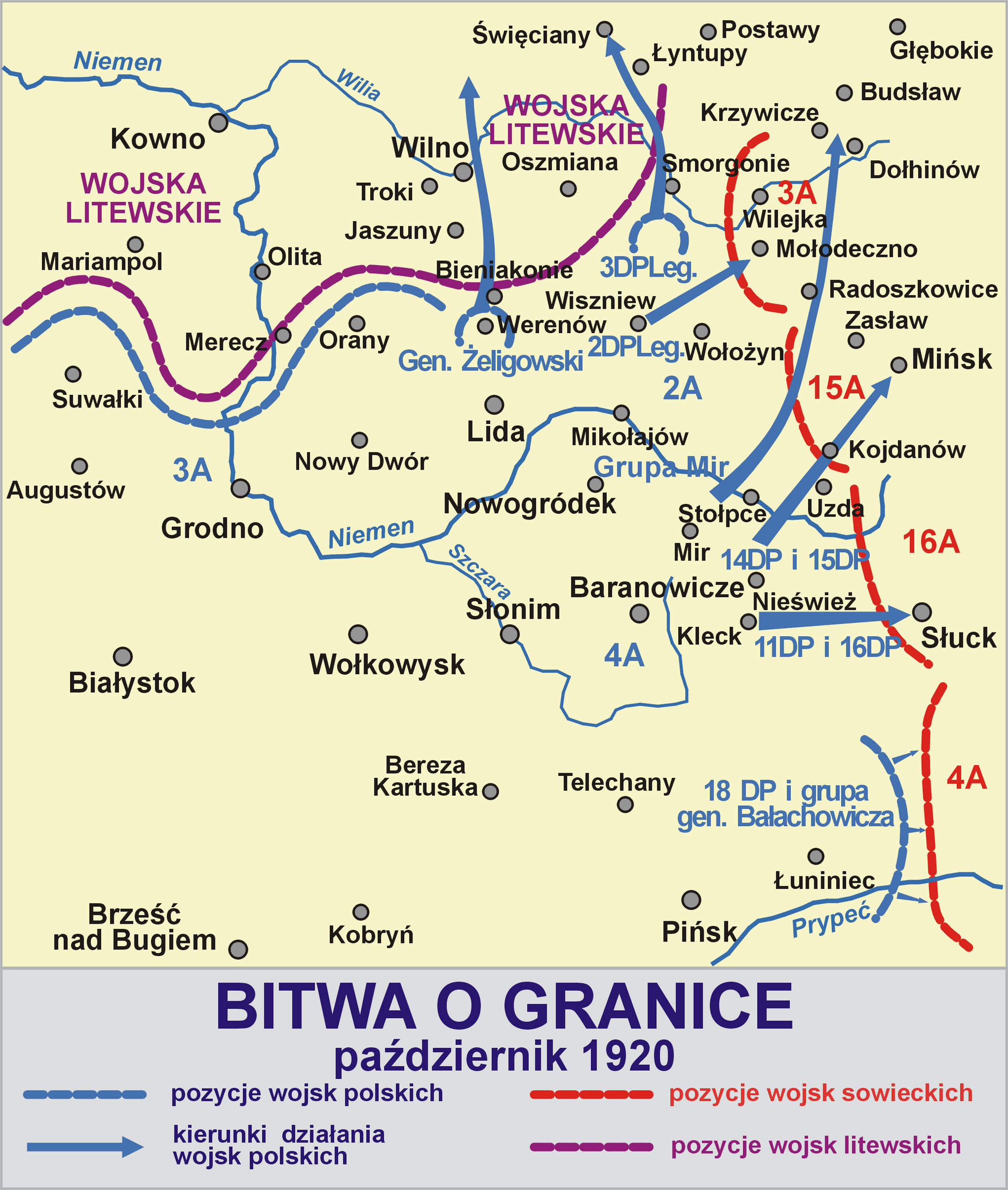

## Ordre de Bataille
| maj                               | lipiec                | sierpień               | wrzesień              |
| --------------------------------- | --------------------- | ---------------------- | --------------------- |
| 2 Dywizja Piechoty Legionów       |                       |                        |                       |
| 6 Dywizja Piechoty                | 4 Dywizja Piechoty    |                        | 11 Dywizja Piechoty   |
| 14 Dywizja Piechoty               |                       |                        |                       |
|                                   | 15 Dywizja Piechoty   | 15 DP (od 17 VIII)     | 15 Dywizja Piechoty   |
| Grupa Poleska                     |                       |                        |                       |
| ⇒9 Dywizja Piechoty               |                       |                        |                       |
| ⇒16 Dywizja Piechoty              |                       |                        |                       |
| ⇒21 Dywizja Piechoty (do 17 VIII) |                       |                        |                       |
|                                   |                       | XII Brygada Piechoty   |                       |
| VII dywizjon lotniczy             | VII dywizjon lotniczy | 3 eskadra wywiadowcza  | 3 eskadra wywiadowcza |
|                                   |                       | 10 eskadra wywiadowcza |                       |

## Obsada personalna dowództwa
Dowódcy armii
- gen. broni Stanisław Szeptycki (do 5 VII 1920)
- gen. por. Leonard Skierski (od 5 VII 1920)

Szefowie sztabu
- płk SG Eugeniusz Tinz (III - VII 1920)
- płk SG Józef Rybak (VII - VIII 1920)
- płk SG Jan Kubin (VIII 1920 – V 1921)

Kwatermistrzowie
- kpt. inż. Władysław Zachorowski
- ppłk piech. Antoni Kamiński (od 9 XI 1920[2])

Oficerowie sztabu
- szef Oddziału III - mjr Bronisław Prugar-Ketling
- szef kolejnictwa - ppłk Marian Eugeniusz Kozłowski
- wz. szef łączności – kpt. Alfred Wallner
- dowódca taborów - por. Kazimierz Winicki vel Gustaw Weinreb (7 VII 1920 – 1 V 1921)